# Гримберген
Гримберген (хол. Grimbergen) је општина у Белгији у региону Фландрија у покрајини Фламански Брабант. Према процени из 2007. у општини је живело 34.320 становника.

## Становништво
Према процени, у општини је 1. јануара 2015. живело 36.558 становника.
| 1984.  | 2000.  | 2010. | 2015. |
| ------ | ------ | ----- | ----- |
| 31.919 | 32.930 | 35169 | 36558 |